# 188 Menippe
Menippe /mɛˈnɪpiː/ (định danh hành tinh vi hình: 188 Menippe) là một tiểu hành tinh kiểu S ở vành đai chính. Thành phần cấu tạo của nó bằng đá và có bề mặt sáng.
Ngày 18 tháng 6 năm 1878, nhà thiên văn học người Mỹ gốc Đức Christian H. F. Peters phát hiện tiểu hành tinh Menippe khi ông thực hiện quan sát tại Đài quan sát Litchfield thuộc Đại học Hamilton ở Clinton, New York, Hoa Kỳ và đặt tên nó theo tên Menippe, một trong các người con gái của Orion trong thần thoại Hy Lạp.